# Superman: Birthright
Superman: Birthright (Traduzida no Brasil como Superman: Legado das Estrelas) é um minissérie de histórias em quadrinhos em doze edições publicada pela editora DC Comics entre 2003 e 2004. Escrita por Mark Waid e desenhada por Leinil Francis Yu, ela originalmente se propunha a ser a nova história da "origem de Superman", atualizando-a para os novos leitores, e substituindo aquela contada por John Byrne em 1986.
O enredo da série é centrado nos primeiros anos de Clark Kent como Superman, mostrando como ele conheceu Lois Lane, e como se deu seus primeiros confrontos contra Lex Luthor em Metropolis. Um dos aspectos que mais rendeu atenção à série foi re-introduzir a ideia de que Lex Luthor e Clark Kent haviam se conhecido ainda jovens, quando moravam em Smallville.

## Produção

### Antecedentes e contexto
Em 1986, a DC Comics contratou o escritor e desenhista John Byrne para reformular Superman e seu elenco de apoio após o evento "Crise nas Infinitas Terras", criando inclusive uma nova origem para o herói. A partir da minissérie The Man of Steel, escrita e desenhada por Byrne, passariam ser contadas as novas histórias do personagem, estabelecendo um novo cânone. Byrne não era o único interessado em reformular o personagem: Frank Miller, Steve Gerber, Cary Bates, Elliot Maggin, Marv Wolfman e Alan Moore foram alguns dos escritores também haviam encaminhado propostas à editora para trabalhar com o personagem.
Wolfman foi convidado para colaborar com Byrne na nova linha de revistas, e foi responsável pela reformulação de Lex Luthor, ainda que sua ideia inicial não tenha sido integralmente aproveitada por Byrne, por também envolver significativas mudanças em Lois Lane que Byrne não pretendia seguir. A ideia central, entretanto, se manteve: se até então Luthor era um "cientista louco" que havia ficado calvo por causa de Superman quando ambos eram adolescentes vivendo em Smallville, a partir de 1986, ele passou a ser caracterizado como um influente e inescrupuloso empresário de Metrópolis e um dos homens mais ricos do mundo - nas palavras de Byrne, "uma mistura entre Donald Trump, Ted Turner, Howard Hughes e talvez até Satã".
Britânico por nascimento, Byrne havia passado a maior parte de sua vida morando no Canadá e posteriormente se naturalizou americano. A sua identificação com o país e sua cultura foi determinante para sua visão da origem de Superman. O escritor defendia que a origem de Superman deveria ser contada como uma típica história americana de sucesso, a do imigrante que vem para o país e ali se estabelece. Sendo também um imigrante, Byrne não compreendia porque o personagem valorizava tanto a sua herança kryptoniana, ao invés de assumir-se como um americano: "(...) pensei em elementos de Krypton que não gostei ao longo dos anos, e um deles era a maneira com a qual o Super-Homem se referia ao planeta, na maioria das vezes, como se fosse um kryptoniano, e a Terra significasse muito pouco para ele. Como uma pessoa que nasceu em um país e cresceu em outro, sempre achei que isso era errado. Eu tenho recordações da Inglaterra, mas tinha oito anos quando sai de lá, e não tinha nenhum 'patriotismo' junto de mim. Super-Homem era ainda mais jovem quando deixou Krypton. Para mim, cada vez que ele falava 'Krypton perdido' ou exclamava 'Grande Rao!' era como se estivesse cuspindo na cara de Martha e Jonathan Kent, as pessoas que realmente cuidaram dele, e lhe deram tudo (com exceção dos poderes) que fez dele o que era".

### Lançamento da minissérie
Em comparação com a história narrada anos antes em The Man of Steel, Waid novamente estabeleceu Luthor como amigo de Clark Kent durante a juventude de ambos em Smallville, mas manteve Superman como um herói cuja carreira começou quando adulto. Dentre as características do personagem destacadas na história estava o fato dele ser um vegetariano, suas viagens pelo mundo antes de se tornar um super-herói e a sua primeira aparição pública. Em The Man of Steel o personagem aparecia em público sem uniforme salvando uma "nave experimental", algo que, segundo Waid, fazia todo o sentido na época em que a história foi publicada, dada a popularidade do programa de ônibus espaciais da NASA, mas que no século 21 já era associado a um conceito datado.
Outros pontos incomodavam Waid - o personagem ter aparecido sem estar usando o uniforme que o caracterizava, por exemplo. Disse: "[A história narrada por Byrne] era basicamente um produto de seu tempo, como deveria ser. Ônibus espaciais eram uma parte (...) muito importante da cultura americana, que tinham um impacto, significado e relevância muito maior vinte anos atrás. Além disso, por 'Birthright' estabelecer que o traje em si possui um maior peso cultural sobre Clark, que é uma parte essencial da sua identidade como Superman, foi decidido que, embora pudessem ser incluídas passagens que permitissem que o incidente envolvendo o ônibus espacial havia acontecido em outra oportunidade, a estreia de Superman deveria ser trajando o uniforme".

## Lançamento e repercussão

### Revisionismo
Em 2006, Geoff Johns assumiria o cargo de roteirista da revista Action Comics, e ao lado de Kurt Busiek (responsável pelos roteiros de Superman) começaria a incluir referências inéditas aos primeiros anos da vida de Superman. Todo esse trabalho culminaria, em 2009, na produção de Superman: Secret Origin, uma minissérie em seis partes produzida com o intuito de contar a "história definitiva" dos primeiros anos de Superman, incorporando elementos não apenas do trabalho de Waid e Byrne, mas também das histórias produzidas antes de 1986. Foi mantida a ideia de que Superman começou a sua carreira de super-herói quando adulto, mas incorporou-se ao cânone as aventuras que ele teria tido quado jovem com a Legião dos Super-Heróis. Da mesma forma, foi mantida a amizade de Luthor e Superman durante a juventude dos dois, mas Luthor continuou sendo caracterizado como um empresário influente e inescrupoloso.